# Elliot Goldenthal
Elliot Goldenthal (ur. 2 maja 1954 w Nowym Jorku) – amerykański kompozytor muzyki filmowej, teatralnej i poważnej. Absolwent Manhattan School of Music. Laureat m.in. Nagrody Amerykańskiej Akademii Filmowej, Złotego Globu i World Soundtrack Award. Skomponował muzykę m.in. do takich filmów jak: Obcy 3 (1992), Wywiad z wampirem (1994), Batman Forever (1995), Kula (1998) oraz Final Fantasy: Wojna dusz (2001).

## Nagrody i wyróżnienia
| Rok  | Kategoria                                                                    | Tytuł                  | Nagroda                      | Uwagi     | Źr.   |
| ---- | ---------------------------------------------------------------------------- | ---------------------- | ---------------------------- | --------- | ----- |
| 1996 | Best Instrumental Composition Written for a Motion Picture or for Television | „Batman Forever”       | Grammy                       | nominacja | [ 3 ] |
| 1997 | Best Instrumental Composition Written for a Motion Picture or for Television | „Defile and Lament”    | Grammy                       | nominacja | [ 4 ] |
| 2002 | Best Original Score                                                          | Frida                  | Oscar                        | wygrana   | [ 5 ] |
| 2002 | Best Original Score                                                          | Frida                  | Złoty Glob                   | wygrana   | [ 5 ] |
| 2007 | Music                                                                        | „Grendel”              | Nagroda Pulitzera            | nominacja | [ 6 ] |
| 2015 | Muzyka                                                                       | całokształt twórczości | Nagroda im. Wojciecha Kilara | wygrana   | [ 7 ] |